# بن مدو
بن مدو (انگلیسی: Ben Maddow) فیلم‌نامه‌نویس و مستندساز اهل ایالات متحده آمریکا است. وی دانش‌آموخته دانشگاه کلمبیا بود. مدو فعالیت خویش را از دهه ۱۹۳۰ با «جنبش مستندسازی آمریکایی» آغاز نمود

## فیلم‌شناسی
- نامزد جایزه اسکار بهترین فیلم‌نامه اقتباسی (۱۹۵۰)

## بخشی از فیلم‌شناسی
- جنگل آسفالت (۱۹۵۰)
- یک وجب خاک خدا (۱۹۵۸)
- نابخشوده (۱۹۶۰)
- بالکن (۱۹۶۳)
- راز سانتا ویتوریا (۱۹۶۹)